# Guildford Onslow
Pour les articles homonymes, voir Onslow.
Guildford James Hillier Mainwaring-Ellerker-Onslow (29 mars 1814 - 20 août 1882) est un homme politique du Parti libéral anglais qui siège à la Chambre des communes de 1858 à 1874.

## Biographie
Guildford Onslow est le deuxième des cinq fils du colonel Thomas Cranley Onslow dont le père est un riche homme politique proche de la famille royale britannique de la fin du XVIIIe siècle, Thomas Onslow (2e comte d'Onslow).
Son nom - Guildford est la ville du comté de Surrey et ses terres et entreprises familiales dans le comté - est renforcé par la richesse du père de sa mère Susannah, Nathaniel Hillier, qui possédait le domaine de Stoke Park House, à Stoke-next-Guildford, dans le Surrey. Son père fonde une branche cadette de la famille des comte d'Onslow, héritiers des propriétaires et aménageurs d'une grande partie des terres des comtes de Surrey qui, en 1870, est devenue la branche principale de la famille lors de l'accession au comté du neveu de Guildford Onslow.
Il fait ses études au Collège d'Eton et rejoint le régiment de son père, les Scots Guards. Il atteint le grade de capitaine et sert également dans le Devonshire Regiment. Il est sous-lieutenant et juge de paix pour le Lincolnshire et l'East Riding of Yorkshire .
En octobre 1858, Onslow est élu lors d'une élection partielle comme l'un des deux députés de Guildford dans le Surrey . Il est réélu aux trois élections générales suivantes, occupant le siège lorsque la représentation parlementaire de Guildford est réduite à un siège aux élections générales de 1868, mais aux Élections générales britanniques de 1874, il perd le siège face au candidat du Parti conservateur, son cousin au 6e degré, Denzil Onslow (homme politique) (en).
En 1861, il prend les noms de famille supplémentaires de Mainwaring et Ellerker. Il est décédé à l'âge de 68 ans. Il épouse une cousine, Rosa Anne Onslow, fille du général Denzil Onslow de Staughton House, Great Staughton, Huntingdonshire (depuis 1974 Cambridgeshire).